# Gino Visentini Scarzanella
Gino Visentini Scarzanella (Venezia, 29 aprile 1871 – 1949) è stato un ingegnere italiano, nonché Cavaliere Grand'Ufficiale della Repubblica di San Marino.

## Biografia
Nacque a Venezia da Giovanni Scarzanella e Delia Visentini. Si laureò in ingegneria nel 1895 al Politecnico federale di Zurigo, dove conobbe Maria Berger (Breslau 1876- Berlino 1952), che sarebbe diventata poi sua moglie. Progettò la diga del lago di Auronzo. Si arruolò nella prima guerra mondiale. Venne insignito del titolo di Commendatore e successivamente di Cavaliere Grand'Ufficiale dell'Ordine di Sant'Agata della Repubblica di San Marino nel 1927 e 1930. Ebbe tre figli.